# NGC 1271
NGC 1271 eine linsenförmige Galaxie vom Hubble-Typ SB0 im Sternbild Perseus am Nordsternhimmel. Sie ist schätzungsweise 271 Millionen Lichtjahre von der Milchstraße entfernt, hat einen Durchmesser von etwa 40.000 Lj und ist Mitglied des Perseus-Haufens Abell 426.
Im selben Himmelsareal befinden sich u. a. die Galaxien NGC 1267, NGC 1268, NGC 1270, NGC 1272.
Das Objekt wurde am 14. November 1884 vom französischen Astronomen Guillaume Bigourdan entdeckt.